# Jesse Farley Dyer
Jesse Farley Dyer (Saint Paul, 2 de dezembro de 1877 – Corona, 31 de março de 1955) foi um Capitão dos Marines dos Estados Unidos que recebeu a Medalha de Honra pelo seu desempenho na Ocupação de Veracruz pelos Estados Unidos.
Faleceu a 31 de março de 1955, tendo sido enterrado no cemitério de Fort Rosecrans National, em San Diego, na Califórnia. O seu túmulo pode ser encontrado na secção P, com o número 1606.